# Regione di Sviluppo Occidentale
La Regione di Sviluppo Occidentale (nepalese: पश्चिमाञ्चल, transl. Paścimāñcala) è una ex regione di sviluppo del Nepal di 4.571.013 abitanti (2001), che ha come capoluogo Pokhara. Come tutte le regioni di sviluppo è stata soppressa nel 2015; il suo territorio ora fa parte del Gandaki Pradesh e della Provincia No. 5.

## Geografia antropica

### Suddivisioni amministrative
La regione è suddivisa in 3 Zone (per un totale di 16 distretti):
- Zona di Dhawalagiri, raggruppante i 4 distretti di:
  - Baglung,
  - Mustang,
  - Myagdi,
  - Parbat;
- Zona di Gaṇḍakī, raggruppante i 6 distretti di:
  - Gorkha,
  - Kaski,
  - Lamjung,
  - Manang,
  - Syangja,
  - Tanahu;
- Zona di Lumbini, raggruppante i 6 distretti di:
  - Arghakhanchi,
  - Gulmi,
  - Kapilvastu,
  - Nawalparasi,
  - Palpa,
  - Rupandehi.